# Лумбала, Ролли
Ролли Лумбала (англ. Rolly Lumbala; 30 января 1986, Либревиль) — канадский футболист габонского происхождения. Выступал на позиции фуллбека. Всю профессиональную спортивную карьеру провёл в составе клуба КФЛ «Бритиш Коламбия Лайонс»: одиннадцать сезонов с 2008 по 2018 год. Обладатель Кубка Грея 2011 года. На студенческом уровне выступал за команду Айдахского университета.

## Биография
Ролли Лумбала родился 30 января 1986 года в Либревиле. Позднее семья переехала в Калгари, где прошло его детство. В 2004 году он окончил старшую школу Сент-Фрэнсис. В том же году Лумбала был капитаном её футбольной команды, выигравшей чемпионат провинции Альберта. После окончания школы он поступил в Айдахский университет.

### Любительская карьера
В футбольном турнире NCAA Лумбала дебютировал в сезоне 2004 года, сыграв в двенадцати матчах. Он был одним из двух основных бегущих команды, набрав выносом 614 ярдов с шестью тачдаунами. В 2005 году он принял участие во всех одиннадцати играх Айдахо, набрав 472 ярда на выносе и 217 ярдов на приёме. В последние два сезона карьеры тренерский штаб команды в основном задействовал Лумбалу как блокирующего. В турнирах 2006 и 2007 годов он сделал всего 22 попытки выноса, в основном на коротких дистанциях.

#### Статистика выступлений в NCAA
| Сезон | Команда        | Игры | Приём | Приём | Приём | Приём | Вынос | Вынос | Вынос | Вынос |
| Сезон | Команда        | Игры | Rec   | Yds   | Y/A   | TD    | Att   | Yds   | Y/A   | TD    |
| ----- | -------------- | ---- | ----- | ----- | ----- | ----- | ----- | ----- | ----- | ----- |
| 2004  | Айдахо Вандалс | 12   | 7     | 42    | 6,0   | 0     | 141   | 614   | 4,4   | 6     |
| 2005  | Айдахо Вандалс | 11   | 22    | 217   | 9,9   | 2     | 128   | 472   | 3,7   | 1     |
| 2006  | Айдахо Вандалс | 8    | 1     | 9     | 9,0   | 0     | 21    | 95    | 4,5   | 2     |
| 2007  | Айдахо Вандалс | 12   | 8     | 67    | 8,4   | 0     | 1     | 2     | 2,0   | 0     |
| Всего | Всего          | 43   | 38    | 335   | 8,8   | 2     | 291   | 1 183 | 4,1   | 9     |

### Профессиональная карьера
На драфте НФЛ 2008 года Лумбала выбран не был. Через несколько дней, на драфте КФЛ, клуб «Би-Си Лайонс» выбрал его во втором раунде под общим девятым номером. В мае он принял участие в тренировочном лагере «Майами Долфинс» для незадрафтованных свободных агентов, но в состав пробиться не смог и уехал играть в Канаду.
В составе «Лайонс» Лумбала дебютировал в сезоне 2008 года, сыграв в восемнадцати матчах и набрав 28 ярдов с двумя тачдаунами. В 2009 году он был основным фуллбеком и блокирующим команды, внеся большой вклад в набранные новичком Мартеллом Маллеттом 1 240 ярдов. За первые два года карьеры он принял участие в 36 матчах клуба, преимущественно выходя в составе специальных команд. В январе 2010 года он воспользовался пунктом в контракте, дававшим ему право перейти в клуб НФЛ, и подписал соглашение с «Долфинс». После окончания предсезонных сборов Лумбала был отчислен и вернулся в «Лайонс».
В 2011 году Лумбала с «Лайонс» выиграл Кубок Грея. За первые семь лет карьеры он сыграл за команду в 117 матчах регулярного чемпионата и девяти матчах плей-офф. В 2014 году он вошёл в число претендентов на приз Лучшему канадскому игроку лиги. В 2018 году клуб номинировал Лумбалу на Награду Джека Годара, вручаемую игрокам, наилучшим образом демонстрирующим качества канадских ветеранов. В этот же период он работал в нескольких социальных программах, осуществляемых «Лайонс», и занимал пост одного из вице-президентов Ассоциации игроков КФЛ. Всего он провёл в команде одиннадцать сезонов и был отчислен в мае 2019 года.

#### Статистика выступлений в КФЛ

##### Регулярный чемпионат
| Сезон | Команда      | Игры | Приём | Приём | Приём | Приём | Вынос | Вынос | Вынос | Вынос |
| Сезон | Команда      | Игры | Rec   | Yds   | Y/A   | TD    | Att   | Yds   | Y/A   | TD    |
| ----- | ------------ | ---- | ----- | ----- | ----- | ----- | ----- | ----- | ----- | ----- |
| 2008  | Би-Си Лайонс | 18   | 1     | 1     | 1,0   | 1     | 12    | 28    | 2,3   | 2     |
| 2009  | Би-Си Лайонс | 18   | 5     | 45    | 9,0   | 0     | 6     | 10    | 1,7   | 1     |
| 2010  | Би-Си Лайонс | 9    | 4     | 27    | 6,8   | 0     | 1     | 2     | 2,0   | 0     |
| 2011  | Би-Си Лайонс | 18   | 3     | 28    | 9,3   | 0     | 3     | 6     | 2,0   | 1     |
| 2012  | Би-Си Лайонс | 18   | 7     | 66    | 9,4   | 0     | 6     | 32    | 5,3   | 1     |
| 2013  | Би-Си Лайонс | 18   | 2     | -1    | -0,5  | 0     | 4     | 31    | 7,8   | 0     |
| 2014  | Би-Си Лайонс | 18   | 14    | 125   | 8,9   | 0     | 5     | 6     | 1,2   | 0     |
| 2015  | Би-Си Лайонс | 18   | 2     | 10    | 5,0   | 1     | 0     | 0     | 0,0   | 0     |
| 2016  | Би-Си Лайонс | 18   | 8     | 70    | 8,8   | 0     | 4     | 46    | 11,5  | 0     |
| 2017  | Би-Си Лайонс | 18   | 11    | 93    | 8,5   | 0     | 1     | 5     | 5,0   | 0     |
| 2018  | Би-Си Лайонс | 17   | 2     | 7     | 3,5   | 0     | 2     | 3     | 1,5   | 0     |
| Всего | Всего        | 188  | 59    | 471   | 8,0   | 2     | 44    | 169   | 3,8   | 5     |